# Charniers découverts dans la bande de Gaza
En avril 2024, des charniers ont été découverts dans la bande de Gaza pendant la guerre entre Israël et le Hamas. Ces tombes ont été découvertes dans deux grands hôpitaux, l'hôpital Nasser et l'hôpital Al-Shifa, qui ont tous deux fait l'objet d'un raid des Forces de défense israéliennes. Des tombes ont également été découvertes à Beit Lahia. 392 corps ont été retrouvés au 25 avril 2024.
Cette découverte suscite l'inquiétude de la communauté internationale quant à d'éventuels crimes de guerre et des appels à l'ouverture d'une enquête, notamment par l'Organisation des Nations unies. Plusieurs fonctionnaires de l'ONU font état d'informations selon lesquelles un nombre indéterminé des corps retrouvés avaient les mains liées.

## Contexte
Depuis le début de la guerre entre Israël et le Hamas, Israël a attaqué, endommagé ou détruit presque tous les hôpitaux de la bande de Gaza. En janvier 2024, le ministère de la Santé de Gaza a déclaré que 40 corps avaient été enterrés à l'intérieur de l'hôpital en raison du « siège des quartiers proches de l'hôpital Nasser ». Un responsable de l'hôpital Nasser avait déclaré à des journalistes en janvier que le personnel de l'hôpital avait enterré environ 150 corps dans la cour de l'hôpital.

## Découvertes

### Complexe médical Nasser
En avril 2024, après le retrait des forces israéliennes, 392 corps de jeunes hommes, de femmes et d'enfants ont été déterrés dans le complexe médical Nasser à Khan Younès, dans la bande de Gaza. Les corps présentent des signes de torture et d'exécution, dont une dizaine de victimes a été retrouvés les mains liées.

### Hôpital Al-Shifa
En avril 2024, des agents de santé de Gaza exhument les premiers corps des fosses communes de l'hôpital Al-Shifa, dans la ville de Gaza, où au moins 381 corps ont été découverts après le retrait des forces israéliennes, à la suite de leur siège de deux semaines. De nombreux corps présentaient des signes de traumatisme grave, notamment des corps écrasés ou défigurés, en partie parce qu'ils avaient été écrasés par des chars israéliens. Les tombes comprenaient à la fois des corps enterrés et des corps en surface, certains étant recouverts de terre ou de bâches en plastique.
Le 9 mai un septième charnier est découvert près de l'hôpital Al-Shifa.

### Beit Lahiya
Une fosse commune a été découverte dans l'enceinte d'une école à Beit Lahiya, dans le nord de la bande de Gaza. Les corps de 30 Palestiniens auraient été retrouvés dans des sacs mortuaires, les yeux bandés et les mains attachées dans le dos. Le Club des prisonniers palestiniens a confirmé la découverte et indiqué que les victimes étaient en détention, ce qui laisse penser qu'elles ont été exécutées sur le terrain. L'identité des victimes, les circonstances et la date de leur mort ne sont pas connues.

## Réactions
Les Forces de défense israéliennes ont déclaré que les accusations selon lesquelles elles auraient causé les meurtres étaient « sans fondement ». Les FDI ont déclaré qu'au cours de leur opération « dans la zone de l'hôpital Nasser, conformément aux efforts déployés pour localiser les otages et les personnes disparues, les corps enterrés par les Palestiniens dans la zone de l'hôpital Nasser ont été examinés ». « Les corps examinés, qui n'appartenaient pas à des otages israéliens, ont été remis à leur place ».
Les Nations unies ont appelé à des « enquêtes claires, transparentes et crédibles » sur les charniers. Le Haut-Commissaire des Nations unies aux droits de l'homme, Volker Türk, s'est dit « horrifié » par le site et a demandé une enquête internationale, il a déclaré que l'attaque indiquait « de graves violations du droit international des droits de l'homme et du droit international humanitaire ». Les Nations unies ont également demandé la préservation des preuves médico-légales des charniers de Gaza. Le chef des droits de l'homme de l'ONU, tout en exprimant son horreur face à la destruction des hôpitaux Nasir et al-Shifa et aux rapports sur les charniers, a également exigé une enquête indépendante sur les massacres.
À la suite de la découverte de charniers, Amnesty International a demandé que les enquêteurs chargés de la défense des droits humains puissent se rendre immédiatement dans la bande de Gaza. Erika Guevara Rosas (en), directrice principale d'Amnesty International, a souligné la nécessité de préserver ces sites afin d'obtenir des preuves médico-légales et d'identifier les dépouilles. Elle a rappelé que la Cour internationale de justice avait ordonné à Israël de préserver les preuves afin d'éviter un génocide et a exhorté les États tiers à faire pression sur Israël pour qu'il autorise des enquêteurs indépendants et des experts médico-légaux à pénétrer dans la bande de Gaza.
L'International Rescue Committee (IRC) a demandé l'ouverture immédiate d'une enquête internationale et indépendante sur les informations faisant état de l'existence de fosses communes. Bob Kitchen, vice-président chargé des situations d'urgence à l'IRC, s'est déclaré profondément préoccupé par ces informations et a déclaré : « Nous sommes horrifiés par la nouvelle selon laquelle des centaines de corps ont été enterrés dans des fosses communes dans des établissements de santé à Gaza. Il y avait des personnes âgées, des femmes et des blessés, dont certains étaient menottés et déshabillés ».